# Niematerialne dziedzictwo kulturowe

Logo Konwencji UNESCO w sprawie ochrony niematerialnego dziedzictwa kulturowego

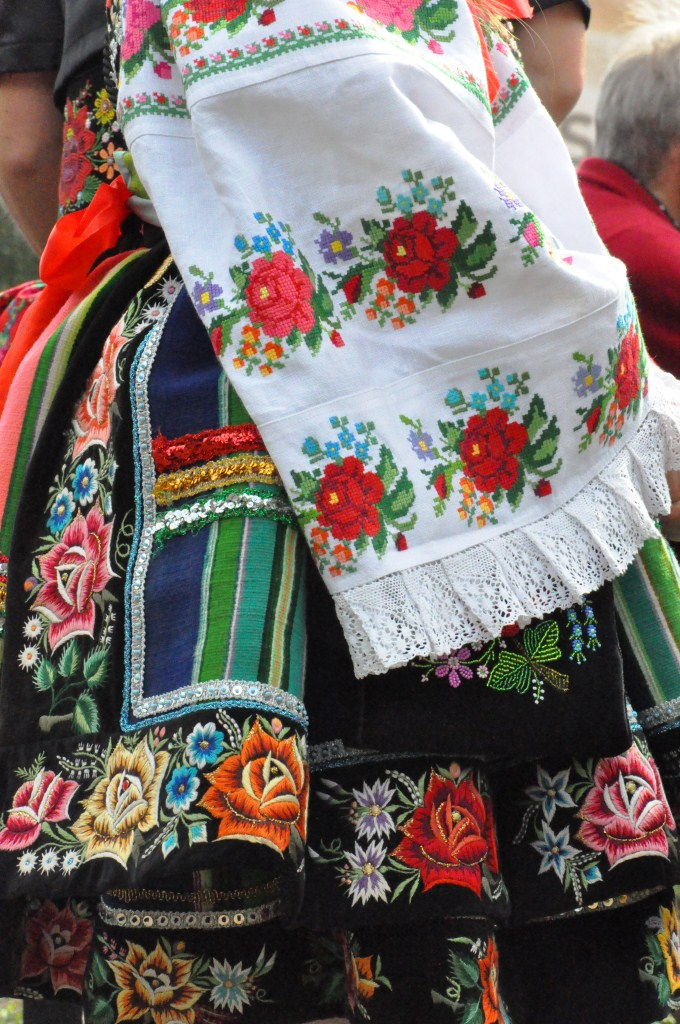
Estetyka i umiejętność ozdabiania regionalnego stroju łowickiego.

Niematerialne dziedzictwo kulturowe (ang. intangible cultural heritage) – przekazywane z pokolenia na pokolenie praktyki, wiedza, wyobrażenia, idee i wartości, umiejętności, tradycje, przekazy, ale też związane z nimi artefakty, przedmioty i miejsca. Wszystko to tworzy grupową, narodową, etniczną bądź religijną tożsamość, wzmacniając poczucie przynależności do grupy, społeczności czy wspólnoty.

## Informacje ogólne
Niematerialne dziedzictwo kulturowe jest jednocześnie tradycyjne, współczesne i żywe – reprezentuje nie tylko odziedziczone tradycje przeszłości, ale także współcześnie, twórczo przekształcane praktyki, w których uczestniczą przedstawiciele różnych grup społecznych i kulturowych. Zjawiska niematerialnego dziedzictwa kulturowego ewoluują w odpowiedzi na zmieniające się otoczenie, stanowiąc ogniwo łączące teraźniejszość z przeszłością i przyszłością. Dzięki twórczym przekształceniom dziedzictwo niematerialne pozostaje wciąż aktualne dla kultywujących je grup społecznych, dając im poczucie tożsamości i ciągłości w czasie. Tak długo jak w żywych, zmieniających się przejawach dziedzictwa niematerialnego pozostanie ten sam rdzeń znaczeniowy kodujący system wartości danej grupy tak długo przetrwa jej tożsamość.
Niematerialne dziedzictwo kulturowe, mimo iż kruche, jest istotnym czynnikiem w procesie utrzymywania różnorodności kulturowej w obliczu zjawisk takich jak postępująca globalizacja. Zrozumienie niematerialnego dziedzictwa kulturowego rozmaitych społeczności pomaga w prowadzeniu międzykulturowego dialogu i zachęca do wzajemnego poszanowania innych sposobów życia. Niematerialne dziedzictwo kulturowe jest niekoniecznie piękne, oryginalne czy wyjątkowe. Każdy przejaw tego dziedzictwa jest cenny dla tych, którzy go praktykują i zapewnia im poczucie przynależności do ich wspólnoty. Każde z tych zjawisk ma najwyższą wartość dla kultywującej je społeczności. Dlatego zjawiska z zakresu niematerialnego dziedzictwa kulturowego nie podlegają obiektywnym ocenom i wartościującym porównaniom.

## Definicja UNESCO
Znaczenie terminu "niematerialne dziedzictwo kulturowe" zmieniało się w ciągu ostatnich dziesięcioleci. Obecnie rozumienie tego terminu oparte jest na definicji przyjętej przez UNESCO w Konwencji z 2003 r. w sprawie ochrony niematerialnego dziedzictwa kulturowego. Artykuł 2. Konwencji określa niematerialne dziedzictwo kulturowe jako:
praktyki, wyobrażenia, przekazy, wiedzę i umiejętności – jak również związane z nimi instrumenty, przedmioty, artefakty i przestrzeń kulturową – które wspólnoty, grupy i, w niektórych przypadkach, jednostki uznają za część własnego dziedzictwa kulturowego. To niematerialne dziedzictwo kulturowe, przekazywane z pokolenia na pokolenie, jest stale odtwarzane przez wspólnoty i grupy w relacji z ich otoczeniem, oddziaływaniem przyrody i ich historią oraz zapewnia im poczucie tożsamości i ciągłości, przyczyniając się w ten sposób do wzrostu poszanowania dla różnorodności kulturowej oraz ludzkiej kreatywności. Dla celów niniejszej Konwencji, uwaga będzie skierowana wyłącznie na takie niematerialne dziedzictwo kulturowe, które jest zgodne z istniejącymi instrumentami międzynarodowymi w dziedzinie praw człowieka, jak również odpowiada wymogom wzajemnego poszanowania między wspólnotami, grupami i jednostkami, oraz zasadom zrównoważonego rozwoju.
W tym samym artykule Konwencji z 2003 r. UNESCO precyzuje pięć domen (dziedzin), w których szczególnie wyraźnie przejawia się to dziedzictwo. Zjawiska mogą należeć o jednej lub nawet do wszystkich domen jednocześnie. Są to:
Tradycje i przekazy ustne, w tym język jako nośnik niematerialnego dziedzictwa kulturowego – domena obejmuje olbrzymią ilość różnorodnych ustnych środków wyrazu, m.in. przysłowia, zagadki, opowieści, rymowanki, legendy, mity, poematy i pieśni epickie, zaklęcia, modlitwy, śpiewy, recytacje, przedstawienia dramatyczne i inne. Zjawiska z zakresu tradycji i przekazów ustnych przenoszą wiedzę, wartości kulturowe i społeczne oraz tworzą pamięć zbiorową.
Sztuki widowiskowe - domena obejmuje muzykę wokalną i instrumentalną, taniec, teatr, pantomimę, poezję śpiewaną, widowiska i wiele innych zjawisk. Łączą formy ekspresji kulturowej będące wyrazem ludzkiej kreatywności, które można znaleźć również w innych dziedzinach niematerialnego dziedzictwa kulturowego.

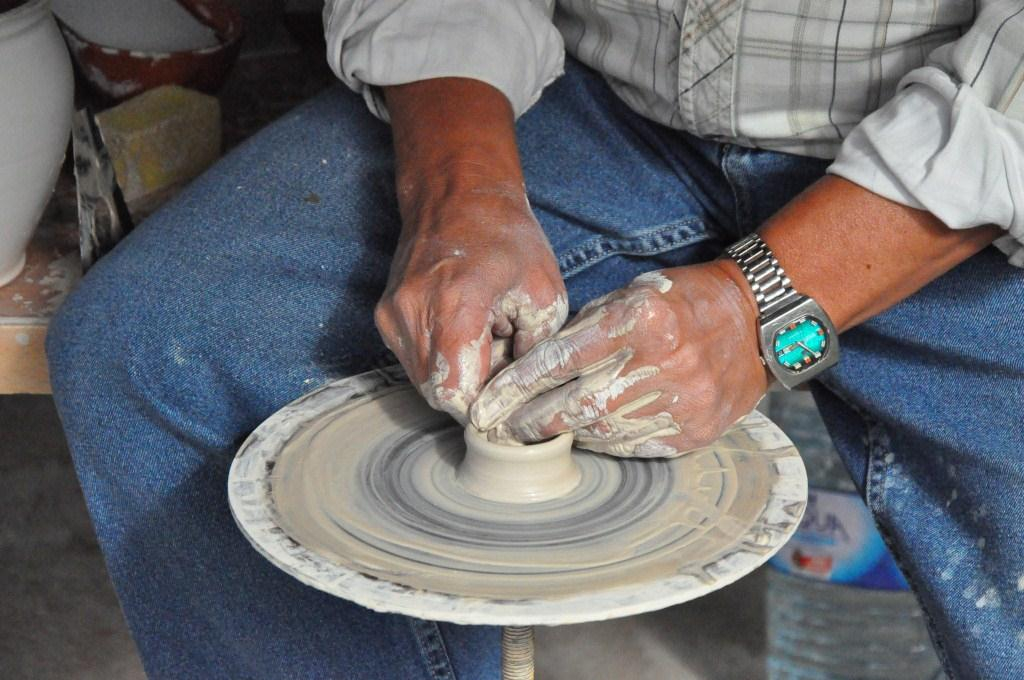
Umiejętność wytwarzania naczyń ceramicznych techniką tradycyjną.

Zwyczaje, rytuały i obrzędy świąteczne - domena obejmuje praktyki, które organizują życie społeczeństw i grup i są wspólne i istotne dla wielu spośród ich członków. Mają fundamentalne znaczenie, ponieważ potwierdzają tożsamość tych, którzy je praktykują.
Wiedza i praktyki dotyczące przyrody i wszechświata - obejmują wiedzę, tzw. know-how, a także umiejętności, praktyki i wyobrażenia rozwinięte wśród społeczeństw poprzez ich interakcję ze środowiskiem naturalnym. Sposoby postrzegania wszechświata mogą wyrażać się w języku, tradycjach ustnych, uczuciach przywiązania do konkretnego miejsca, wspomnieniach, duchowości czy światopoglądzie. Wpływają w dużej mierze na wyznawane wartości i przekonania i leżą u podstaw wielu zwyczajów i tradycji kulturowych. Te z kolei są kształtowane przez środowisko naturalne i świat, który otacza daną wspólnotę.
 umiejętności związane z rzemiosłem tradycyjnym - rzemiosło tradycyjne stanowi być może najbardziej materialny przejaw niematerialnego dziedzictwa kulturowego. Jednak Konwencja UNESCO z 2003 r. dotyczy przede wszystkim umiejętności i wiedzy, których rzemiosło i rękodzieło wymaga, nie zaś samych produktów rzemieślniczych. Działania na rzecz ochrony tego typu dziedzictwa nie powinny zatem skupiać się na zabezpieczaniu wykonywanych przedmiotów, ale na zachęcaniu rzemieślników, aby kontynuowali swoją pracę i przekazywali umiejętności i wiedzę swoim następcom, zwłaszcza w obrębie własnych społeczności.

## Ochrona
Aby chronić niematerialne dziedzictwo kulturowe, potrzebne są środki różniące się od tych, wykorzystywanych do ochrony zabytków, miejsc i przestrzeni naturalnych. Ochrona rozumiana jest tutaj jako utrwalenie tego dziedzictwa, zachowanie i przekazanie go następnym pokoleniom, co sprawia, że jest ono wciąż żywe, a jednocześnie może się zmieniać i dostosowywać. Dotyczy przede wszystkim przekazywania wiedzy, umiejętności i znaczenia. 
Przekazywanie niematerialnego dziedzictwa kulturowego ma miejsce wtedy, kiedy osoby je kultywujące i inni członkowie danej społeczności przekazują je dalej na różne formalne i nieformalne sposoby. Przekazywanie takiego dziedzictwa często obejmuje komunikowanie znaczenia, historii i powiązanych wartości, a nawet uznanie i docenianie danego wyrazu kultury. Zachowanie dziedzictwa niematerialnego oznacza starania wspólnot i osób je kultywujących, mające na celu utrzymanie ciągłości w zakresie praktykowania tego dziedzictwa na przestrzeni czasu. 
Aby dziedzictwo niematerialne wciąż było żywe, musi pozostać istotne dla danej kultury, być regularnie praktykowane i przyswajane w obrębie społeczności i pomiędzy pokoleniami. Działania mające na celu ochronę muszą zatem zawsze angażować wspólnoty, grupy a w niektórych przypadkach także jednostki, które kultywują takie dziedzictwo. Społeczności same muszą brać udział w identyfikowaniu i definiowaniu niematerialnego dziedzictwa kulturowego: to właśnie one decydują o tym, które praktyki stanowią część ich dziedzictwa kulturowego.
Wszelkie działania proponowane przez instytucje i osoby z zewnątrz muszą zostać skonsultowane i rozwinięte w porozumieniu i za zgodą przedstawicieli zainteresowanych społeczności.

## Zobacz także
- Lista reprezentatywna niematerialnego dziedzictwa kulturowego
- Lista niematerialnego dziedzictwa kulturowego wymagającego pilnej ochrony
- Rejestr najlepszych praktyk w celu ochrony niematerialnego dziedzictwa kulturowego